# Axel Boëthius
Axel Boëthius (Arvika, 18 juillet 1889-Rome, 7 mai 1969) est un archéologue et étruscologue suédois.

## Biographie
Il fait ses études classiques à l'Université d'Uppsala où il obtient un doctorat de philologie (1918) et y devient professeur (1918-1926).
Engagé politiquement, il participe à l'expédition militaire suédoise en Finlande lors de la guerre civile finlandaise au sein de la brigade suédoise en 1918. Il tire un récit de cette expérience, Svenska brigaden, en 1920.
De 1921 à 1924, il participe aux fouilles de Mycènes et est nommé en 1925, à Rome, directeur du premier Institut suédois des études classiques. Après les fouilles d'Ardea où il forme quelques étudiants (1930-1934), il fait partie des premiers membres étrangers de l'Institut des études étrusco-italiques de Florence (1933) et est aussi membre de nombreuses autres institutions dont l'Accademia Nazionale dei Lincei et la Pontificia Accademia Romana di Archeologia. Il participe ainsi aux travaux de San Giovenale, Luni sul Mignone et Acquarossa.
Il obtient en 1935 la chaire de philologie classique et d'histoire antique à l’École supérieure puis à l'Université de Göteborg dont il sera recteur en 1946.
En 1952-1953, il devient de nouveau le directeur de l'Institut suédois de Rome (1952-1953).

## Travaux
- Die Pythaïs, 1918
- Svenska brigaden, 1920 (sur son expérience militaire lors de la guerre civile finlandaise)
- Zur Topographie des dorischen Argos, 1922
- Korfu, 1923
- Hellenistic Mycenae, 1924
- Det fürhistorika Greklan, 1927
- Das Stadtbild im spätrepublikanischen Rom, 1935
- Roman und Greek Town Architecture, 1948
- San Giovenale, Etruskerna landet arch folket. Svensk forskning i Etrurien, 1960
- The Golden House of Nero, 1960
- Etruscan Culture, 1963
- Etruscan and Roman Architecture, avec J. Ward-Perkins, 1970, rééd. 1994